# لوچانو کاتناچی
لوچانو کاتناچی (ایتالیایی: Luciano Catenacci؛ ‏ زاده ۱۳ آوریل ۱۹۳۳-درگذشته ۴ اکتبر ۱۹۹۰) بازیگر ایتالیایی بود.
از فیلم‌های معروف او می‌توان به بازی در بن و چارلی، دو پلیس زبل وپسر عقاب سیاه اشاره کرد.